# Karim Boudjema
Pour les articles homonymes, voir Karim Boudjema (homonymie) et Boudjema.
Karim Boudjema est joueur de football franco-algérien né le 8 septembre 1988 à Lyon,.

## Carrière
- 2007-déc. 2009 :  Monts d'Or Azergues Foot
- jan. 2010-jan. 2011 :  Étoile FC (28 matches / 6 buts)
- fév. 2011-avr. 2011 :  Othellos Athénious[3]
- Septembre 2020 - En cours :  Sud Lyonnais Football Club SLF[4]

## Palmarès
- Championnat de Singapour : 2010
- Coupe de la Ligue de Singapour : 2010